# Козлов (Чечня)
Козло́в (чечен. Козлов-КIотар) — хутор в Наурском районе Чеченской Республики. Входит в Калиновское сельское поселение.

## География
Расположен на северо-востоке от райцентра станицы Наурской.
Ближайшие населённые пункты: на северо-востоке — хутор Селиванкин и село Бурунское, на северо-западе — хутор Клинков, на юге — станица Калиновская, на юго-западе — хутор Мирный и станица Мекенская, на юго-востоке — село Ульяновское и село Фрунзенское, на востоке — хутор Постный.

## Население
| 1990 | 2002 | 2010 |
| ---- | ---- | ---- |
| 200  | ↘101 | ↘30  |

По данным переписи 2002 года, на хуторе проживал 101 человек (50 мужчин и 51 женщина), 100 % населения составляли чеченцы.